# Lepelaarplassen
De Lepelaarplassen zijn een natuurgebied van ongeveer 500 hectare gelegen aan het Markermeer bij Almere in de Nederlandse provincie Flevoland. Het is sinds 1971 een natuurreservaat. Het gebied wordt sinds 1994 beheerd door stichting Het Flevo-landschap en is in 2009 aangewezen als Natura 2000-gebied. Sinds 2018 vormen de Lepelaarplassen een van de kerngebieden van Nationaal Park Nieuw Land.

## Algemeen
De kern van de Lepelaarplassen bestaat uit kleimoeras met drie plassen die ontstaan zijn door zandwinning tijdens de bouw van de Oostvaardersdijk. Langs de dijk bevindt zich een vierde (kwel)plas waarlangs veel vogels te vinden zijn. Aan de Oostvaardersdijk, bij het gemaal De Blocq van Kuffeler, bevond zich tot 2023 het bezoekerscentrum De Trekvogel.
Van augustus tot begin maart kan er onder begeleiding van een gids in het gebied gewandeld worden. In het broedseizoen (maart tot en met juli) zijn alleen de vogelhut en enkele paden langs de randen van het gebied open voor vogelaars en andere belangstellenden. Er ligt een 12 kilometer lange fiets- en wandelroute rondom het gebied die het gehele jaar toegankelijk is. Langs deze route liggen meerdere kijkschermen die goed zicht bieden op het gebied en de aanwezige vogels.
In 2019 werd zeearend Jannie geboren in de Lepelaarplassen. Jannie is vernoemd naar boswachter Jan Horstra van Het Flevo-landschap die assisteerde bij het ringen. Naast een ring (WN13) werd Jannie als eerste zeearend in Nederland gezenderd door de Werkgroep Zeearend Nederland. Dankzij deze zender kunnen de omzwervingen van het dier worden gevolgd en onderzocht.
In het gebied staat een schietwilg die met een stambreedte van 3,75 m de dikste boom in de zuidelijke Flevopolder is.

## Ecologische betekenis
De Lepelaarplassen liggen, samen met het Wilgenbos en de Oostvaardersplassen langs de Oostvaardersdijk, een belangrijke route van trekvogels. De gebieden zijn gedeeltelijk verbonden, maar vissen en grote grazers kunnen de oversteek niet maken. Volgens Vogelbescherming is het gebied van de Lepelaarplassen een drasland van internationaal belang.
In het gebied bevindt zich een aalscholverkolonie. De aalscholvers vestigden zich in 1985 met ongeveer 240 paren en groeide uit tot 5.000 broedparen. Door een verminderd aanbod van vis in vooral het Markermeer is de kolonie anno 2014 al een aantal jaar zo'n 1.100 paren groot. In het hart van het gebied is een omvangrijke broedkolonie grote zilverreigers (ongeveer 150 broedpaartjes). De lepelaars waar de plassen naar zijn genoemd, zijn in kleine aantallen aanwezig maar broeden er niet meer sinds 2010. Ze zijn vooral naar de Waddeneilanden vertrokken. Beheerder Het Flevo-landschap vergroot in 2021 de twee vogeleilandjes in de Centrale Plas om soorten als lepelaar, kluut, visdief en kleine plevier weer meer nestruimte te geven die niet bereikbaar is voor landroofdieren zoals vossen. Ten behoeve van moerasvogels zoals roerdomp en bruine kiekendief is het gebied sinds 2007 vernat door de aanleg van ondiepe geulen en plassen met brede rietkragen. Succesvolle broedpogingen van de zeearend sinds 2019 maakten duidelijk dat het gebied nu ook aantrekkelijk en geschikt is voor toppredators. In totaal broeden er zo'n 94 soorten vogels, waaronder dodaars, porseleinhoen, ijsvogel, purperreiger en sinds 2014 de grote zilverreiger. In het gebied zijn ook de bever en otter actief.
Naast het met wilg begroeide moerasdeel, dat spontaan ontstaan is na de drooglegging van Zuidelijk Flevoland, bestaat het gebied grotendeels uit open water en rietlanden. Er zijn ook talrijke weides met poeltjes waar veel weidevogels, ganzen en andere watervogels foerageren, en een zandheuvel bedoeld voor de oeverzwaluw. De aanleg van een lage dijk heeft de waterstand in het gebied verhoogd waardoor het percentage moeras en nat grasland vergroot werd.

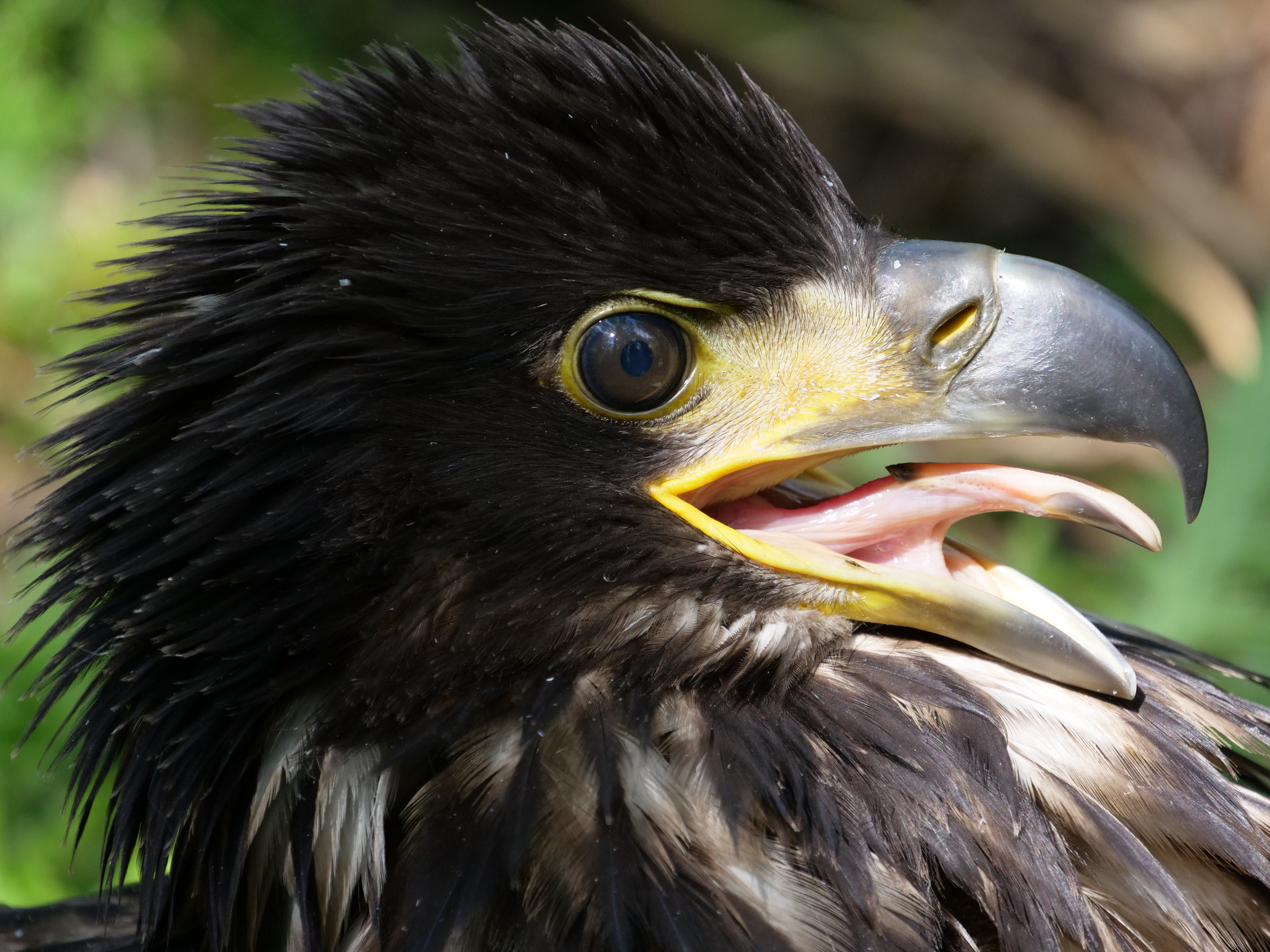
'Jannie' werd in 2019 geboren in de Lepelaarplassen en kreeg als eerste Nederlandse zeearend een zender waarmee haar omzwervingen kunnen worden onderzocht
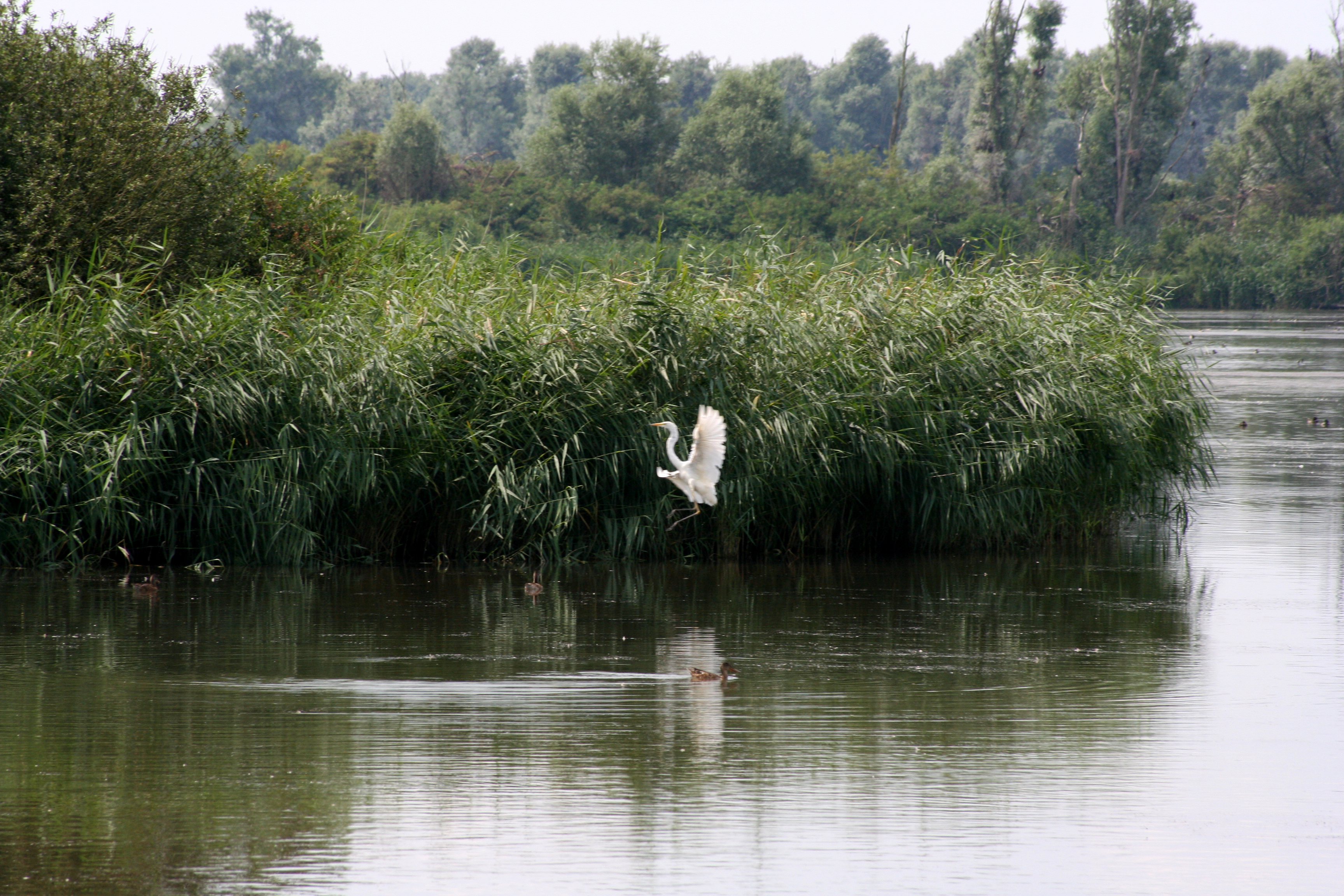
Grote zilverreiger